# Химена Дуке
Химена Дуке (на испански: Ximena Duque) e колумбийска актриса.

## Биография
Родена е на 30 януари 1985 г. в град Кали, Вале дел Каука, Колумбия. Израства без баща, тъй като родителите ѝ се разделят, когато е много малка.

### Актьорска кариера
Кариерата ѝ започва благодарение на участие в риалити шоуто „Protagonistas de novela“. Там дели една къща с актьори като Анхелика Селая, Елизабет Гутиерес, Уилям Леви, Ерик Елиас, Мишел Варгас и др. След шоуто се снима за няколко марки бельо, участва в много рекламни кампании. Участва и в няколко епизода на поредицата „Съдбовни решения“. През 2007 г. получава първата си роля на Мария Агилар в теленовелата „Чужди грехове“. След края на снимките заминава за Ню Йорк и там учи във Филмовата академия. През 2008 г. получава роли в две продукции – „Валерия“ и „Лицето на другата“, където си партнира с Елизабет Гутиерес, Мартин Карпан, Марица Родригес, Сули Монтеро и др. Следват важни роли в успешни теленовели, като „Гибелна красота“, „Някой те наблюдава“, „Съседската къща“ и „Смело сърце“, където изпълнява първата си главна роля. През 2013 г. получава ролята на злодейката Инес Робледо в теленовелата „Света дяволица“.
През следващата година актрисата играе в уебновелата „Райско селище“ заедно с Давид Чокаро и Силвана Ариас. Получава и роля в нарконовелата „Господарите на Рая“, където играе с актьорите Джералдин Басан, Кейт дел Кастийо и София Лама.

## Личен живот
По време на риалити шоуто „Protagonistas de novela“ започва връзка с актьора Кристиан Карабиас. От тази връзка се ражда синът ѝ Кристиан. Има двугодишна връзка и с актьорът Карлос Понсе, с когото се разделят през 2012 г.  През 2013 г. на снимките на теленовелата „Света дяволица“ двамата отново се събират, но не след дълго, се разделят. През 2016 г. актрисата получава ангажираща връзка с бизнесмена Джей Адкинс.

## Филмография

### Теленовели
- Почитателката (La fan) (2017) – Адриана Субисарета
- Господарите на Рая (Los duenos del Paraiso) (2014) – Ерика Сан Мигел
- Райско селище (Villa Paraíso) (2014) – Кристина Видал
- Света дяволица (Santa Diabla) (2013) – Инес Робледо /злодейка/
- Mia mundo (2012) – Алекс
- Смело сърце (Corazón Valiente) (2012) – Саманта Сандовал Наваро
- Съседската къща (La casa de al lado) (2011) – Карола
- Някой те наблюдава (Alguien te mira) (2010) – Камила
- Пожертвани сърца (Sacrificio de mujer) (2010) – Мария Грасия
- Гибелна красота (Bella Calamidades) (2009/10) – Анхелина
- Тримата Викторино (Los Victorinos) (2009) – Диана
- Лицето на другата (El rostro de Analía) (2008/09) – Камила
- Валерия (Valeria) (2008) – Ана Лусия Идалго
- Чужди грехове (Pecados ajenos) (2007) – Мария Агилар
- Съдбовни решения (Decisiones) (2005/08)

### Филми
- Morir Sonando (2014) – Исабела
- Първи януари (Primero de enero) (2013) – Кармен

## Награди и номинации
През 2014 г. на наградите Premios tu mundo е номинирана в категориите „Аз съм секси и го знам“ и „Най – добрата лоша“ за ролята си на Инес Робледо в теленовелата „Света дяволица“. Става финалистка и в двете категории и ги печели.